# Acacia squamata
Acacia squamata é uma espécie de leguminosa do gênero Acacia, pertencente à família Fabaceae.